# Малка черноглава чайка
Малката черноглава чайка (Larus melanocephalus) е птица от семейство Чайкови (Laridae). Среща се и в България.

## Разпространение и местообитание
По-рано, малката черноглава чайка е била ограничена само до Черно море и източното Средиземноморие, но сега този вид се е разпространил в по-голямата част от Европа до Великобритания и Ирландия. Видът се развъжда в Белгия, Холандия, Дания, Швеция, Естония, Швейцария, Чехия, Унгария и на Балканите.
През зимата тази птица мигрира до средиземноморското и атлантическото крайбрежие.